# 维哈里县

所在位置

维哈里县(乌尔都语: ضلع وہاڑی)，巴基斯坦旁遮普省的一个县，位于该省中部。总面积4,364平方公里。总人口2,613,020。县治位于维哈里。

## 行政区划
维哈里县辖有3个乡，分别为维哈里乡、Burewala、Mailsi乡。